# Cosmic Genesis
Cosmic Genesis è il terzo album in studio del gruppo metal svedese Vintersorg, pubblicato nel 2000.

## Tracce
1. Astral and Arcane – 6:56
2. Algol – 6:08
3. A Dialogue with the Stars – 5:47
4. Cosmic Genesis – 7:06
5. Om regnbågen materialiserades – 5:01
6. Ars Memorativa – 5:09
7. Rainbow Demon (Uriah Heep cover) – 4:01
8. Naturens galleri – 5:22
9. The Enigmatic Spirit – 4:43

## Formazione
Gruppo
- Vintersorg - voce, chitarre, tastiere, basso, programmazioni
- Mattias Marklund - chitarre

Altri musicisti
- Nils Johansson - tastiere